# Domnhall mac Niall Ghairbh Ó Domhnaill
Domnhall mac Niall Ghairbh Ó Domhnaill (mort le 28 mai 1456) , 16e O'Donnell ou Ua Domhnaill du  clan, et roi de  Tyrconnell en Irlande de 1452/1454 à sa mort.

## Biographie
Domnhall mac Niall Ghairbh est le fils aîné de Niall Gharbh mac Toirdhealbhaigh Ó Domhnaill ,
En 1452 par une nuit sombre le jour de la fête de Saint-Brendan, le 14e chef des Ó Domnhaill, Neachtan mac Toirdhlealbhaigh an-Fhiona Ó Domhnaill âgé de 60 ans est tué par deux ses neveux Domhnall mac Niall Ghairbh et Aodh Ruadh mac Niall Ghairbh Ó Domhnaill, les fils de son frère et prédécesseur Niall Gharbh, qui avaient été bannis par lui du Tyrconnel quelque temps auparavant. Ce meurtre est à l'origine d'un grave conflit entre Domhall mac Niall Ghairdh et son cousin Ruaidhrí mac Neachtain Ó Domhnaill qui revendiquent tous deux la succession. Chaque parti se rendant coupable de meurtres, pillages destructions et déprédations envers l'autre mais Ruaidhrí s'impose comme 15e Ó Domnhaill
Domnall mac Miall Ghairbh chef des  Ó Domnhaill « en opposition » contre son cousin est capturé par Ó Doherty qui l'enferme dans le château d'Inis. Dès qu'il apprend la nouvelle Ruaidhri mac Nechtain assisté des hommes de Ó Kane et de Mac Quillin investit le château dans lequel se trouve Domnhall sous une garde réduite. Ils brûlent la porte et commence à le démolir pour s'empare du prisonnier. Ce dernier obtient de ses gardiens qu'ils le libèrent de ses chaines pour participer à la défense. Domnall monte alors sur les remparts et apercevant son cousin il projette vers lui une grosse pierre qui brise son casque et fracasse sa  tête et le tue sur le coup le 7 avril 1454. Les attaquants sont ensuite facilement repoussés et Domnall est reconnu comme 16e Ó Domnhaill 
Après que Domnall a lui aussi expulsé les fils survivants de Nechtan vers le Tyrone, en 1456 Énri mac Eóghain O' Neill le nouveau roi de Tir Eogain associé avec Maguire envahit le Tyrconnel pour soutenir les fils de Neachtan. Domhnal appuyé par son frère Aodh Ruaid et Mac Sweeny Fanad. avec ses cavaliers contre attaque vers le château de Cuil-Mican-troin  mais face à un ennemi supérieur en nombre le 28 mai 1456 Domnall est tué , Aodh Ruaid et le fils de Mac Sweeny sont faits prisonniers. Toirdhealbhach Cairbreach mac Neachtain Ó Domhnaill  est alors institué 17e Ó Domnaill.

## Sources
- (en) T.W Moody, F.X. Martin, F.J. Byrne A New History of Ireland , Volume IX Maps, Genealogies, Lists. A companion to Irish History part II . Oxford University Press réédition 2011  (ISBN 9780199593064).
- (en) Steven G. Ellis, Ireland in the Age of the Tudors, 1447-1603, Routledge Édition, 1998 (ISBN 978-0-582-01901-0)